# Abel P. Upshur
Abel Parker Upshur (17 juin 1790 – 28 février 1844) était un avocat, juge et homme politique américain, originaire de Virginie. Il fut secrétaire à la Marine et secrétaire d'État dans l'administration du président John Tyler, et joua un rôle clé dans l'annexion du Texas par les États-Unis.

## Biographie et début de carrière
Né dans le comté de Northampton, en Virginie, de Littleton Upshur et Anna Parker, qui ont douze enfants. Son père, fervent fédéraliste est propriétaire d'une plantation, membre de la chambre des représentants de Virginie et ancien capitaine durant la guerre de 1812.
Il intègre l'université de Princeton et l'université Yale, mais en est exclu pour participation à une manifestation étudiante,. Il retourne à Richmond et étudie le droit avant d'être admis au barreau en 1810. Il exerce d'abord à Baltimore, avant de retourner en Virginie après la mort de son père, et de s'impliquer dans la politique locale.
En février 1817, il épouse Elizabeth Dennis, qui meurt en couches en octobre. Il se remarie à Elizabeth Ann Brown en 1824, dont il a une fille.

## Carrière politique
Élu en 1812 à la Chambre des délégués de Virginie, il est procureur à Richmond, mais ne parvient pas à être élu au Congrès.
Délégué influent à la convention constitutionnelle de Virginie de 1829–1830, il est un fervent conservateur et défenseur du droit des États.

### Secrétaire à la Marine
Il prend une dimension politique nationale lorsque John Tyler le nomme secrétaire à la Marine en 1841, poste qu'il occupe jusqu'en 1843. Il s'attache à réformer et réorganiser la marine pour étendre et moderniser son fonctionnement. Sous son autorité, le budget augmente, la construction de nouveaux navires est entamée, et les bureaux d'hydrographie et d'observation navale sont créés.

### Secrétaire d'État
Il est nommé secrétaire d'État par John Tyler en juillet 1843, à la suite de la démission de Daniel Webster.
Sa réalisation majeure à ce poste est son travail pour l'annexion de la république du Texas par les États-Unis. Il travaille au traité d'annexion avec Isaac Van Zandt, ambassadeur du Texas, jusqu'à sa mort.
Il était également impliqué dans les négociations concernant la frontière de l'Oregon qu'il ne verra pas s'achever, et fervent partisan de l'intégration de l'Oregon aux États-Unis.

## Explosion de l'USS Princeton
Le 28 février 1844, naviguant sur la rivière Potomac avec le président et divers dignitaires sur le navire à vapeur USS Princeton, il est tué avec cinq autres personnes, dont le secrétaire à la Marine Thomas W. Gilmer, lors de l'explosion de l'un des canons du navire.
Il est enterré au cimetière du Congrès, à Washington.
Deux navires ont été nommés en son honneur, ainsi que le comté d'Upshur en Virginie-Occidentale et le comté d'Upshur au Texas.